# Повратак краља
Повратак краља (енгл. The Return of the King) је трећа књига трилогије Господар прстенова Џ. Р. Р. Толкинa. Надовезује се на Две куле. Књига се састоји из V и VI дела.

## Синопсис

### део: Рат за прстен
Гандалф и Пипин стижу у Минас Тирит. Тамо влада домостојитељ града, Денетор. Он је веома огорчен због смрти свог сина Боромира. Пипин улази у његову службу. Док упознаје град, он се упозна са Берегондом и његовим сином Бергилом. Рат је на ивици у град долазе разне помоћи са других страна. Мећу њиа је и принц Имрахил. За то време, Рохирими, предвођени Теоденом, путују ка Дунхароу. Арагорн их напушта, и заједно са Леголасом, Гимлијем и Халбарадом, дундаином, и синовима Ерлонда, који су скоро дочли носећи Арагорну поруке, крећу ка озлоглашеним Стазама мртвих, успут свраћајући до Дунхароду где Леди Јовајна све више пати због неузвраћене љубави. На тим стазама срећу Мртве људе. Теоден наставља до Дунхароуа, где га чека Јовајна са народом, и заповедници народа Хароудејл, који су дошли на позив. Све више се прича о великој крилатој сенци преко неба, која најављује рат. Одатле јашу за Рохан и одазивају се на молбу за помоћ Минас Тириту. Весели, кога је краљ веома заволео, није смео да крене у битку, али га је мистериозни војник Дернхелм ставио да јаше са њим. У међувремену, Гондор бива опседнут и дуго очекивани рат коначно почиње. Фарамира, који се вратио из Хенет Ануна, отац Денетор поново шаље на бојно поље, у Озгилијат, боље речено — у смрт, бива мртав, и Денетор не жели да изађе напоље већ припрема ломачу себи. Назгули облећу град и уливају огроман страх, на челу са највећим Сауроновим заповедником. Народ губи наду видевши да Рохирими неће доћи. Али они долазе и јуришају на Пеленорска поља, разбијајући таму која је била обавијена око целог Минас Тирита већ неко време. Зора се коначно појављује, али Теоден пада под налетом заповедника и Дернхелм, откривајући да је то заправо Јовајна, уз помоћ Веселог, убија заповадника — Вешца–Краља од Ангмара. Појављује се Арагорн са огромном војском на бродовима, и они нападају непријатеља. Нада је враћена и битка је добијена. Гандалф, на Пипинов наговор, спречава Денетора да спали Фарамира, који је жив, али не и Денетора. Он гори у гробници краљева. Након исцељења Фарамира и Јовајне и Веселог, којима су руке сломљене и они потпуно малаксали од напада на Вешца–краља, Леголас објашњава да су уз помоћ мртваца, проклетих од стране Изилдура, због издаје, победиле зле људе са истока и пирате, а затим отели бродове и ослободили све робове. Након тога, мртваци беху ослобођени. Гандалф објашљава да ова битка ни у ком случају не решава рат, и да сада заиста немају никакве шансе против десет пута јачег противника и да је једина нада Носилац прстена. Последње снаге марширају ка Црној капији, да се жртвује зарад Фрода, у нади да ће Саурон скренути своје Око на њих и испразнити Мордор.

### део: Повратак краља
Носећи Јединствени прстен уместо Фрода, Сем одлучије да спаси свог господара од Орака у кули Кирит Унгола. Он улази у кулу и побеђује стражаре користећи светло Галадријелино. Он открива да су се Орци међусобно поубијали због Фродове верижњаче од митрила, а затим се супротставља капетану Орка Шаграту. Шаграт бежи са митрилском верижњачом и вилин-мачем. Сем иде до врха куле, где убија Орка и онда налази свог господара како лежи на поду. Сем открива да је спасао Прстен и Фродо скори полуди захтевајући да му га врати. Они се прерушавају и у Оркским оклопима и беже из куле. Фродо и Сем иду кроз неплодну пустош Мордора. У немогућности да оду директно до Планине усуда, они иду на север и бивају скоро откривени од стране Орака и схватају да их Голум још увек прати. Њих ускоро хвата група Орака, којима успевају да побегну, али терет Прстена и врели услови почињу да нарушавају Фродову вољу.
Гандалфов план да омету Саурона са Прстена је био успешан: Мордор се скоро испразнио јер су преостали Орци позвани да одбране њихову земљу против војске предвођене Гандалфом и Арагорном. После заморног и опасног путовања на пут до саме Мрачне куле, Фродо и Сем коначно долазе до њиховог одредишта, Планине усуда. Док се пењу уз планину, Голум их опет напада; али Фродо је у стању да га лако одбаци. Сем поштеди Голумов живот и одбацује га низ планину. Док се Фродо спрема да баци Прстен у ватру Планине усуда, он потпада под моћ Прстена и назива га његовим. Баш тада, Голум напада Фрода и одгриза му прст и Прстен. Голум скаче од среће јер је повратио његовог прекрасног, али губи равнотежу и пада у своју смрт и Прстен пада са њим. Прстен је коначно уништен, ослобађајући Средњу земљу од Сауронове моћи. Планина усуда еруптира, заробљавајући Фрода и Сема  између лаве, али велики орлови долећу и спасавају их. Због Сауроновог пораза, његове војске на капији беже. Саурон се коначно појављује као огромна сенка покушавајући да дође до војске људи, али сад је немоћан и бива одуван од ветра. Људима који су били под Сауроновом командом и који су се предали, је опроштено и дозвољено им је да се врате њиховим земљама у миру. Фродо и Сем су спашени од лаве, и срећу се опет са преосталим члановима Дружине и бивају награђени.
У Минас Тириту, Фарамир и Јовајна се упознају у кући излечења и заљубљују једно у друго. Арагорн долази у Минас Тирит и бива крунисан за краља Гондора изван зидина града у слављу током ког Фродо доноси Арагорну древну круну Гондора, а Гандалф га крунише. Излечени Фарамир је постављен за принца Итилијена, а Берегонд—који је спасао Фарамиров живот од Денеторовог лудила—је проглашен капетаном Фарамирове страже. Гандалф и Арагорн иду високо изнад града и налазе садницу Белог дрвета, коју Арагорн сади у Минас Тириту на месту мртвог дрвета. Недуго затим, Аруена, ћерка Елронда од Ривендала, као и Келеборн и Галадријела долазе у Минас Тирит и Арагорн се венчава Аруеном.
Неколико опраштања се тада дешава, са многима који иду у Рохан на сахрану Теодена и венчање Фарамира и Јовајне. Они се тад враћају у Изенгард и налазе да је Дрвобради уклонио камени круг, посадио дрвеће и направио језеро око Ортанка. Он говори Гандалфу да је пустио Сарумана и Гриму да оду, али Гандалф говори да Саруман још увек може да направи штету. Они одлазе одатле и налазе Сарумана и сазнају да је потпуно постао зао, а Црвјезик једва успева да се понаша као човек.
Елронд, Гандалф и хобити се враћају у Ривендал и налазе Билба који је нагло остарио сад када је Прстен уништен. Елронд говори Фроду да би требало да буде спреман да се састане са њима на једном последњем путовању. Они онда напуштају Ривендал и стижу у Бри и сазнају да је тај град потпуно у стању страха. Крчмар Маслочвор их информише да је зли човек дошао са Зеленпута и започео невоље, чак и убио неке становнике, док му се један део људи придружио. Маслочвор онда полако почиње да разумева, када му они кажу да ће се ствари ускоро побољшати, зато што је Страјдер нови краљ и ускоро ће доћи на север да стабилизује регион. Они напуштају Бри и долазе на границу Округа, где их Гандалф пушта да иду и он одлази да посети Тома Бомбадила.
Хобити се коначно враћају кући у Округ, само да би сазнали да је он у рушевинама, његово становништво је потлачено Лоту Грамзи-Багинсу, кога у ствари контролише особа звана Шарки. Шарки је преузео потпуну контролу над Округом користећи корумпиране људе и полу-орке и почео је сечу дрвећа у програму индустријализације (која у ствари не ствара ништа осим уништења и патње становника). Најгоре захваћена област је била око села Узвод и Хобитон, што је довело хобите до закључка да је Мордор дошао до њих.
Весели, Пипин, Фродо и Сем су сковали планове да поправе ствари. Уз помоћ породице Памуклија, они предводе устанак хобита и побеђују на Узводној бици, која ослобађа Округ. На улазу у Багремову улицу, они срећу Шаркија, за кога откривају да је он пали чаробњак Саруман и његовог слугу Гриму. Након што Саруман открије да је Грима убио Лота, Грима скаче на његова леђа и пререже му гркљан. Грима је онда убијен од стране хобита стрелаца, док је покушавао да побегне. Саруманова душа је онда одувана на исток и његово тело иструли, остављајући само скелет.
Током времена, Округ је излечен. Много дрвећа које су Саруманови људи посекли је опет посађено и грађевине су опет изграђене, а мир је повраћен. Сем се венчава са Рози Памуклијом, са којом се виђао неко време и после неког времена постаје градоначелник. У међувремену, Фродо нестаје са друштвене слике и такође не може да поднесе болове од својих рана, начињених убодом Вешца-краља и отровом Шелобиним, као и губитком прста. Осим тога, његов дуготрајни терет ношења Прстена га је оставио са пост-трауматским стресом.
Фродо одлази на Бесмртне земље на западу са Гандалфом, Билбом и многим виловњацима, укључујући Елронда и Галадријелу. Гандалф, Елронд и Галадријела сви носе на рукама три виловњачка прстена. Са њиховим одласком, Треће доба се завршава. Сем, Весели и Пипин их гледају како одлазе и они се враћају кући. Сада наследник свог Фродовог поседа, Сем се враћа у Багремову улицу, тужан због Фродовог одласка. Кад се Сем врати кући на крају књиге, њега поздрављају Рози и његова ћерка, Еланора.